# Spanje op de Olympische Zomerspelen 1992
Spanje nam als organiserend land zelf ook deel aan de Olympische Zomerspelen 1992 in Barcelona in Spanje.
De Spaanse delegatie telde 422 atleten, waarvan 297 mannen en 125 vrouwen, die deelnamen aan 195 onderdelen in 29 sporten.
In de globale medaillestand eindigde Spanje op de zesde plaats.

## Medailleoverzicht
| Hockeyteam vrouwen | Hockeyteam vrouwen |
| --- | ------------------ |
| Marívi González Natalia Dorado Virginia Ramírez María Carmen Barea Silvia Manrique Nagore Gabellanes María Ángeles Rodríguez Sonia Barrio Celia Corres Elisabeth Maragall Teresa Motos Maider Tellería Mercedes Coghen Nuria Olivé Anna Maiques María Isabel Martínez |                    |

| olympisch voetbalelftal | olympisch voetbalelftal |
| --- | ----------------------- |
| José Amavisca Rafael Berges Santiago Cañizares Abelardo Albert Ferrer Josep Guardiola Miguel Hernández Antoni Jiménez Mikel Lasa Juan Manuel López Javier Manjarín Luis Enrique Kiko Alfonso Antoni Pinilla Francisco Soler Gabriel Vidal Roberto Solozábal David Villabona Francisco Veza |                         |

| Waterpoloteam mannen | Waterpoloteam mannen |
| --- | -------------------- |
| Daniel Ballart Manuel Estiarte Pedro García Salvador Gómez Marco Antonio González Rubén Michavila Miguel Ángel Oca Sergi Pedrerol Josep Picó Jesús Rollán Ricardo Sánchez Jordi Sans |                      |

Albanië · Algerije · Amerikaanse Maagdeneilanden · Amerikaans-Samoa · Andorra · Angola · Antigua en Barbuda · Argentinië · Aruba · Australië · Bahama's · Bahrein · Bangladesh · Barbados · België · Belize · Benin · Bermuda · Bhutan · Bolivia · Bosnië en Herzegovina · Botswana · Brazilië · Britse Maagdeneilanden · Bulgarije · Burkina Faso · Canada · Centraal-Afrikaanse Republiek · Chili · China · Chinees Taipei · Colombia · Congo-Brazzaville · Cookeilanden · Costa Rica · Cuba · Cyprus · Denemarken · Djibouti · Dominicaanse Republiek · Duitsland · Ecuador · Egypte · El Salvador · Equatoriaal-Guinea · Estland · Ethiopië · Fiji · Filipijnen · Finland · Frankrijk · Gabon · Gambia · Gezamenlijk team · Ghana · Grenada · Griekenland · Groot-Brittannië · Guam · Guatemala · Guinee · Guyana · Haïti · Honduras · Hongarije · Hongkong · Ierland · IJsland · India · Indonesië · Irak · Iran · Israël · Italië · Ivoorkust · Jamaica · Japan · Jemen · Jordanië · Kaaimaneilanden · Kameroen · Kenia · Koeweit · Kroatië · Laos · Lesotho · Letland · Libanon · Libië · Liechtenstein · Litouwen · Luxemburg · Madagaskar · Malawi · Malediven · Maleisië · Mali · Malta · Marokko · Mauritanië · Mauritius · Mexico · Monaco · Mongolië · Mozambique · Myanmar · Namibië · Nederland · Nederlandse Antillen · Nepal · Nicaragua · Nieuw-Zeeland · Niger · Nigeria · Noord-Korea · Noorwegen · Oeganda · Oman · Oostenrijk · Pakistan · Panama · Papoea-Nieuw-Guinea · Paraguay · Peru · Polen · Portugal · Puerto Rico · Qatar · Roemenië · Rwanda · Saint Vincent‑Grenadines · Salomonseilanden · Samoa · San Marino · Saoedi-Arabië · Senegal · Seychellen · Sierra Leone · Singapore · Slovenië · Soedan · Spanje · Sri Lanka · Suriname · Swaziland · Syrië · Tanzania · Thailand · Togo · Tonga · Trinidad en Tobago · Tsjaad · Tsjecho-Slowakije · Tunesië · Turkije · Uruguay · Vanuatu · Venezuela · Verenigde Arabische Emiraten · Verenigde Staten · Vietnam · Zaïre · Zambia · Zimbabwe · Zuid-Afrika · Zuid-Korea · Zweden · Zwitserland · Onafhankelijke olympische deelnemers